# Real Força Aérea Canadiana

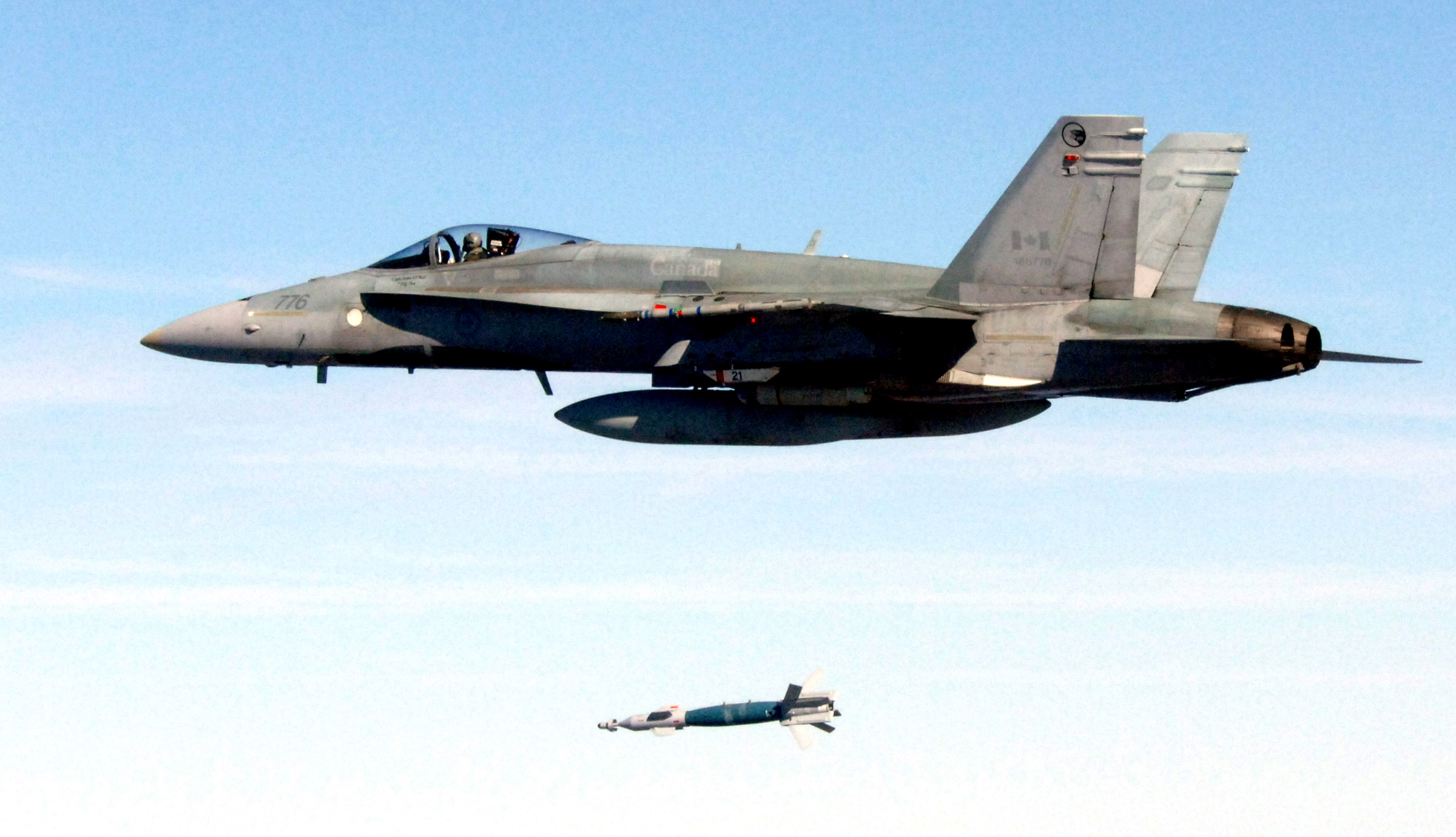
Um caça CF-18 Hornet da Força Aérea Canadense.

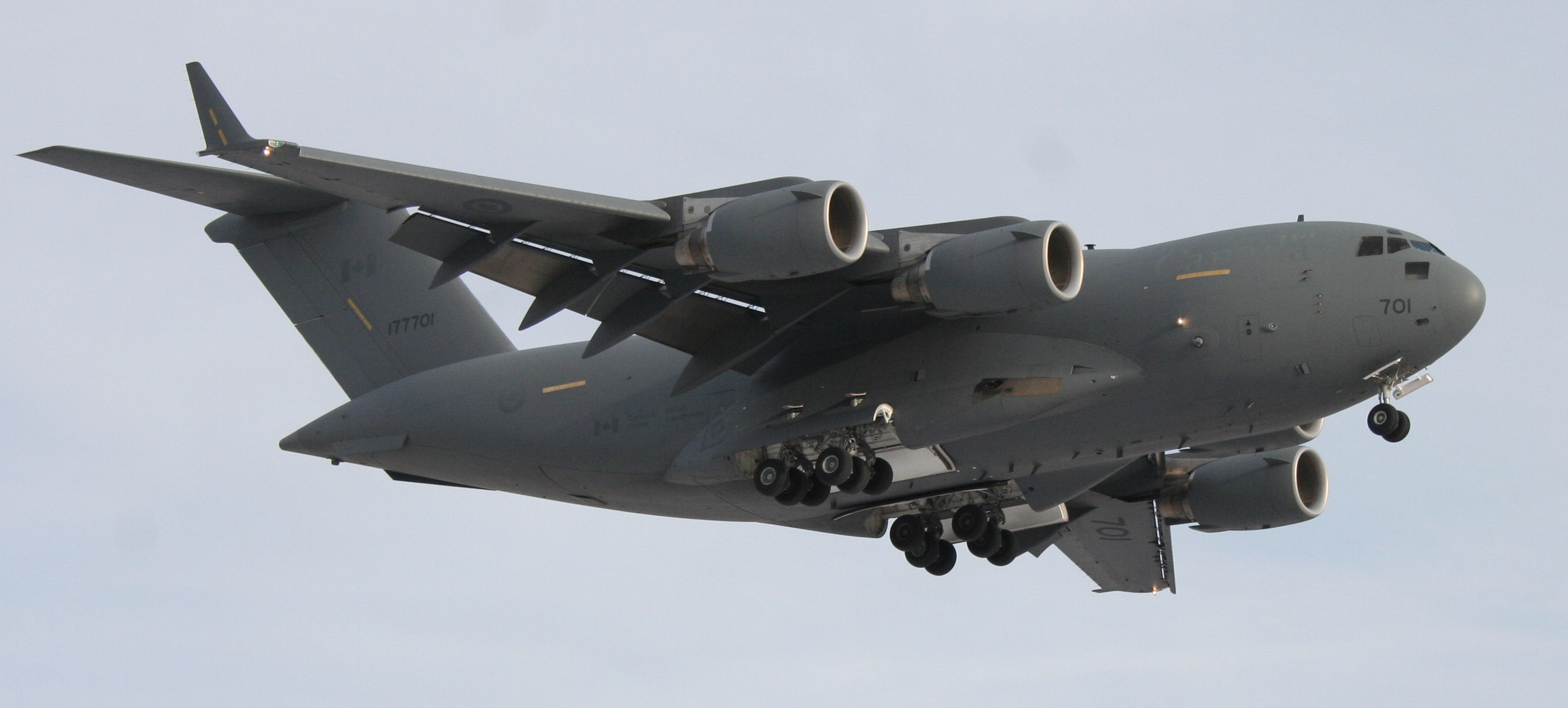
Um C-17 Globemaster da Força Aérea Canadanse.

A Força Aérea Real do Canadá (em inglês: Royal Canadian Air Force, RCAF; em francês: Aviation royale canadienne), também conhecida como Comando Aéreo (em inglês: Air Command - AIRCOM; em francês: Commandement aérien - COMAIR), é um elemento da força aérea das Forças Canadenses.
Antes de 1924, o envolvimento com a defesa aérea do Canadá consistia em aviadores canadenses com a Corpo Real de Voo, o Serviço Aeronaval Real, o Corpo de Aviação Canadense, que teve uma curta existência e, na Primeira Guerra Mundial, houve duas pequenas esquadras da Força Aérea Canadense (1918-1920) unida com a Força Aérea Real. Em 1920 outra Força Aérea Canadense foi estabelecida no Canadá, na qual se preocupou principalmente com treinamento de operações de voo civis e militares. A Força Aérea Canadense mudou de nome para a Real Força Aérea Canadense em 1924.
Em 1968, a RCAF foi fundida com o Exército Canadense e o Marinha Canadense Real para formar as Forças Canadenses, sendo que as funções da força aérea foram divididas e colocadas em diversos comandos. Em 2 de setembro de 1975 os serviços militares do Canadá foram organizados em um único comando: Comando da Força Aérea Canadense.
Em 17 de agosto de 2011, a Força Aérea Real do Canadá foi refundada.

## Aeronaves
| Aeronave                             | Origem                  | Tipo                                             | Designação canadense                             | Quantidade  | Observações                        |             |
| Multimissão                          | Multimissão             | Multimissão                                      | Multimissão                                      | Multimissão | Multimissão                        | Multimissão |
| ------------------------------------ | ----------------------- | ------------------------------------------------ | ------------------------------------------------ | ----------- | ---------------------------------- | ----------- |
| CF-18 Hornet                         | Estados Unidos / Canadá | Caça multimissão.                                | CF-188A CF-188B                                  | 72 31       | Função principal: Caça multimissão |             |
| Treinadores                          |                         |                                                  |                                                  |             |                                    |             |
| CT-156 Harvard II                    | Estados Unidos          | Treinador                                        | CT-156                                           | 25          |                                    |             |
| BAe CT-155 Hawk                      | Reino Unido             | Treinador (LIFT)                                 | CT-155                                           | 20          |                                    |             |
| DHC-8 Dash 8                         | Canadá                  | navegação aérea e treino de táticas              | CT-142                                           | 4           |                                    |             |
| Demonstração aérea                   |                         |                                                  |                                                  |             |                                    |             |
| Canadair CT-114 Tutor                | Canadá                  | Jato de demonstração aérea                       | CT-114                                           | 25          |                                    |             |
| Aviões de transporte                 |                         |                                                  |                                                  |             |                                    |             |
| Airbus A310                          | França                  | Transporte/Avião-tanque                          | CC-150 CC-150 CC-150 MRTT                        | 1           |                                    |             |
| Boeing C-17 Globemaster III          | Estados Unidos          | transporte aéreo estratégico                     | CC-177                                           | 4           |                                    |             |
| Challenger 600                       | Canadá                  | Transporte VIP / Transporte utilitario           | CC-144                                           | 6           |                                    |             |
| de Havilland Canada DHC-6 Twin Otter | Canadá                  | Transporte Utilitario                            | CC-138                                           | 4           |                                    |             |
| Lockheed C-130 Hercules              | Estados Unidos          | Avião de carga                                   | CC-130E CC-130H CC-130H-30 CC-130T               | 8 6 2 5     |                                    |             |
| C-130J Super Hercules                | Estados Unidos          | short-medium haul tactical lift aircraft         | CC-130J                                          | 9           |                                    |             |
| Busca e resgate de combate           |                         |                                                  |                                                  |             |                                    |             |
| De Havilland Canada DHC-5 Buffalo    | Canadá                  | Busca e Salvamento                               | CC-115                                           | 6           |                                    |             |
| Patrulha Maritima                    |                         |                                                  |                                                  |             |                                    |             |
| Lockheed CP-140 Aurora               | Estados Unidos          | Patrulha Maritima/Anti-Subimarino                | CP-140                                           | 18          |                                    |             |
| Lockheed CP-140A Arcturus            | Estados Unidos          | Reconhecimento Maritimo/ Busca e resgate         | CP-140A                                          | 1           |                                    |             |
| VANT                                 |                         |                                                  |                                                  |             |                                    |             |
| Maveric UAS                          | Estados Unidos          | MUAV                                             |                                                  | 5           |                                    |             |
| Boeing ScanEagle                     | Estados Unidos          | SUAV                                             | Boeing ScanEagle                                 | 1           |                                    |             |
| IAI Heron                            | Israel                  |                                                  | CU-170 Heron                                     | 3+2         |                                    |             |
| ALIX / BAE Systems                   | Canadá                  | SUAV                                             | Silver Fox                                       | N/A         |                                    |             |
| MMIST                                | Canadá                  | Sistema de lançamento aéreo de precisão conjunta | Sistema de lançamento aéreo de precisão conjunta | N/A         |                                    |             |
| MMIST                                | Canadá                  | VANT                                             | CQ-10 Snowgoose                                  | N/A         |                                    |             |